# A Lucky Mistake (film 1913)
A Lucky Mistake è un cortometraggio muto del 1913 diretto da Lorimer Johnstone (Lorimer Johnston). Prodotto dalla Selig su un soggetto di George F. Worts, il film aveva come interpreti Charles Clary, Adrienne Kroell, Thomas Commerford, Julius Frankenburg.

## Produzione
Il film fu prodotto dalla Selig Polyscope Company.

## Distribuzione
Distribuito dalla General Film Company, il film - un cortometraggio di 225 metri - uscì nelle sale cinematografiche statunitensi il 2 aprile 1913. Nelle proiezioni, veniva programmato con il sistema dello split reel, accorpato in un'unica bobina con un altro cortometraggio prodotto dalla Selig, il documentario Chinese Temple,